# Association de lutte contre la piraterie audiovisuelle
L'Association de lutte contre la piraterie audiovisuelle (ALPA) est un organisme de défense professionnelle français créé en 1985 agissant dans le secteur de l'audiovisuel et du cinéma. Elle est chargée de lutter contre toute forme de contrefaçon (en particulier, celle qui génère du profit) d'œuvres audiovisuelles et cinématographiques protégées par les droits d'auteur et les droits voisins.
Financée notamment par le CNC, par différentes sociétés de production et distribution cinématographique ou encore les majors du cinéma américain, ses locaux sont situés à Paris bien qu'elle lui arrive d'étendre ses opérations sur tout le territoire français.
Elle est actuellement dirigée par Nicolas Seydoux, président de Gaumont.

## Missions
L'ALPA dispose d'enquêteurs spécialisés bénéficiant d'assermentations et d'agréments du Ministère de la Culture.
Leurs fonctions sont définies  par le délégué général, Frédéric Delacroix : « Notre rôle est de constater les infractions liées à la contrefaçon d’œuvres audiovisuelles. Puis de transmettre les informations aux autorités judiciaires ».
Selon une étude de l'ALPA, parue en 2019, un peu plus d'un quart des internautes (28,25 %) ferait de la piraterie audiovisuelle et leur nombre serait en forte baisse par rapport à 2013.